# El Canek
Felipe Estrada (Frontera, 19 giugno 1952) è un wrestler e artista marziale misto messicano, che combatte mascherato sotto l'identità di El Canek.
Attualmente ha diradato la sua attività a causa dell'età e lotta part-time per la federazione Consejo Mundial de Lucha Libre.
È uno dei pochi wrestler ad aver alzato André the Giant.

## Carriera

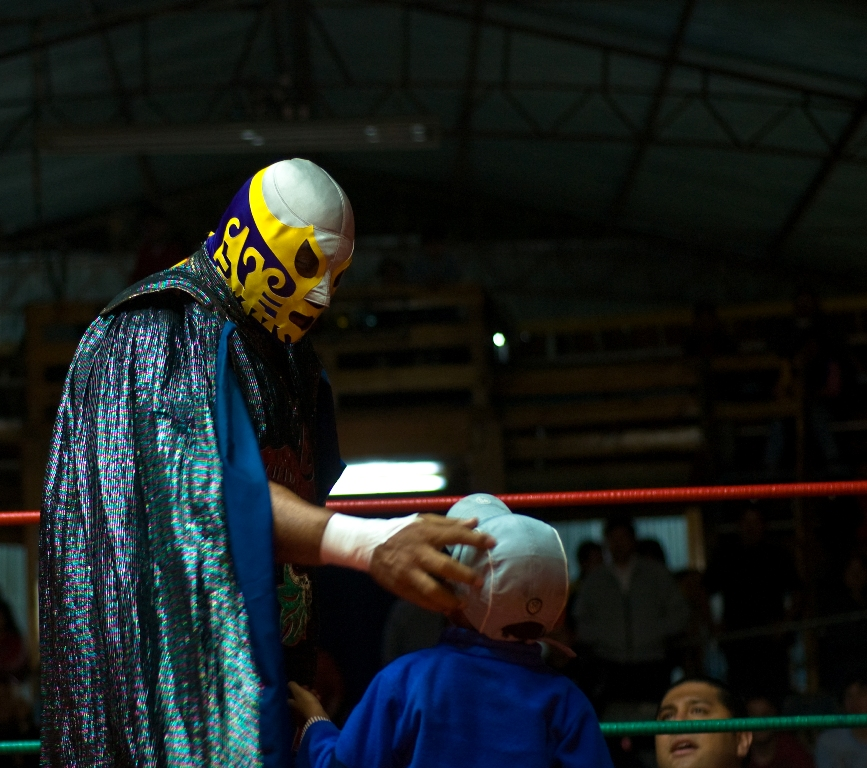
El Canek sul ring

Nel 1972 debutta col ring name di "El Universitario". Nel 1973 cambia il suo ring name in Canek, nome ispirato al leader rivoluzionario Maya Jacinto Canek. Dato che tutti i maggiori pesi massimi messicani lavoravano nella Universal Wrestling Association, Estrada divenne uno dei lottatori di Lucha Libre più famosi degli anni ottanta. Canek iniziò la sua scalata verso il successo dopo aver vinto il National Light Heavyweight Title sconfiggendo Dr. Wagner il 15 gennaio 1978. Avrebbe poi perso la cintura il 20 giugno successivo in favore del rivale Dos Caras. Il 27 settembre 1978, Canek ottenne ancora maggiore pubblicità sconfiggendo il celebre Lou Thesz aggiudicandosi il primo dei suoi quindici titoli UWA World Heavyweight Championship. Circa nello stesso periodo, la UWA fece un accordo collaborativo con la federazione giapponese New Japan Pro-Wrestling (NJPW). Grandi nomi del catch giapponese come Antonio Inoki e Riki Choshu viaggiarono in Messico per scontrarsi con Canek, mentre lui si recò diverse volte in Giappone per combattere contro wrestler del calibro di Tiger Mask e Tatsumi Fujinami. Gli incontri di El Canek contro queste superstar straniere riscossero così tanto successo in Messico che la UWA avrebbe portato avanti questa formula per più di dieci anni.

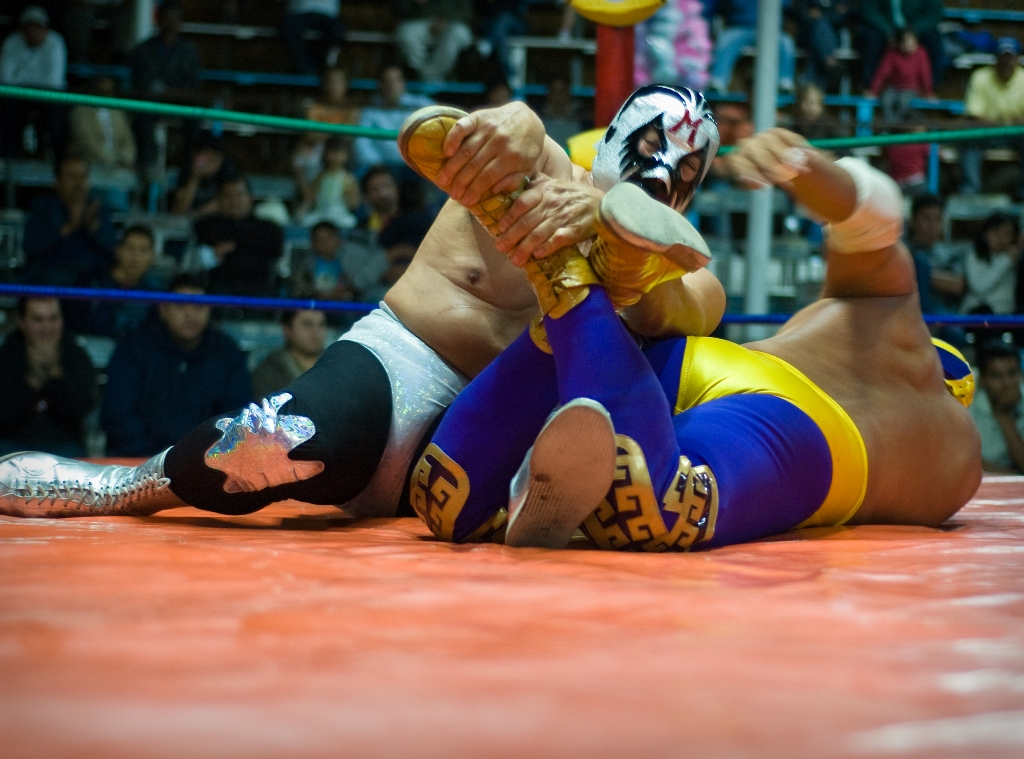
El Canek lotta contro uno dei suoi più grandi rivali, Mil Máscaras, nel 2009.

Anche se la UWA cessò di esistere nel 1995, El Canek continuò a difendere il titolo di campione UWA e a fregiarsi della cintura. In carriera Canek archiviò vittorie contro svariate superstar internazionali come Lou Thesz, Hulk Hogan, André the Giant, Yokozuna, Big Van Vader, Owen Hart, Tatsumi Fujinami, Riki Choshu e Kim Duk. Durante gli anni novanta, El Canek ebbe una lunga rivalità con un'altra leggenda della Lucha Libre, Mil Máscaras, che non era mai riuscito a sconfiggere. È risaputo il fatto che riuscì a sollevare da terra e schiacciare al tappeto due colossi come André the Giant e Yokozuna (sotto l'identità di "Kokina"), condividendo questo primato con pochi altri wrestler. Oltre ai quindici titoli mondiali conquistati in carriera, Estrada ha combattuto anche nella federazione giapponese mixed martial arts DEEP 2001 ottenendo una vittoria contro Osamu Kawahara.

## Personaggio

### Mosse finali
- Gorilla press drop
- Argentine backbreaker rack
- La Cruceta del Enfermero (Figure-four leg lock)

## Titoli e riconoscimenti
- Asistencia Asesoría y Administración
  - Rey de Reyes: 2002

- Empressa Mexicana de Lucha Libre / Consejo Mundial de Lucha Libre
  - CMLL World Tag Team Championship (1) - con Dr. Wagner Jr.
  - CMLL World Trios Championship (1) - con Black Warrior e Rayo de Jalisco Jr.[5]
  - Mexican National Light Heavyweight Championship (1)

- International Wrestling Revolution Group
  - IWRG Intercontinental Heavyweight Championship (1)[6]

- Universal Wrestling Association
  - UWA World Heavyweight Championship (15)

- Altri titoli
  - Northern Mexico Heavyweight Championship (1)

- Pro Wrestling Illustrated
  - 79º tra i 500 migliori wrestler singoli nella PWI 500 (2003)
  - 186º tra i 500 migliori wrestler singoli nella PWI 500 (1995)

- Wrestling Observer Newsletter
  - Wrestling Observer Newsletter Hall of Fame (Classe del 1996)